# Monnières (Jura)
Monnières és un municipi francès situat al departament del Jura i a la regió de Borgonya - Franc Comtat. L'any 2007 tenia 457 habitants.

## Demografia

### Població
El 2007 la població de fet de Monnières era de 457 persones. Hi havia 164 famílies de les quals 28 eren unipersonals (8 homes vivint sols i 20 dones vivint soles), 64 parelles sense fills, 68 parelles amb fills i 4 famílies monoparentals amb fills.
La població ha evolucionat segons el següent gràfic:
Habitants censats

### Habitatges
El 2007 hi havia 168 habitatges, 167 eren l'habitatge principal de la família i 1 estava desocupat. 155 eren cases i 13 eren apartaments. Dels 167 habitatges principals, 146 estaven ocupats pels seus propietaris, 20 estaven llogats i ocupats pels llogaters i 1 estava cedit a títol gratuït; 18 tenien tres cambres, 35 en tenien quatre i 114 en tenien cinc o més. 158 habitatges disposaven pel capbaix d'una plaça de pàrquing. A 56 habitatges hi havia un automòbil i a 104 n'hi havia dos o més.

### Piràmide de població
La piràmide de població per edats i sexe el 2009 era:
| Homes | Edats   | Dones |
| ----- | ------- | ----- |
| 0     | 95 o +  | 4     |
| 0     | 90 a 94 | 0     |
| 4     | 85 a 89 | 0     |
| 0     | 80 a 84 | 4     |
| 4     | 75 a 79 | 0     |
| 0     | 70 a 74 | 8     |
| 16    | 65 a 69 | 20    |
| 12    | 60 a 64 | 16    |
| 4     | 55 a 59 | 8     |
| 36    | 50 a 54 | 16    |
| 4     | 45 a 49 | 8     |
| 28    | 40 a 44 | 16    |
| 8     | 35 a 39 | 12    |
| 24    | 30 a 34 | 12    |
| 4     | 25 a 29 | 8     |
| 8     | 20 a 24 | 8     |
| 20    | 15 a 19 | 16    |
| 16    | 10 a 14 | 0     |
| 8     | 5 a 9   | 24    |
| 16    | 0 a 4   | 12    |

## Economia
El 2007 la població en edat de treballar era de 276 persones, 210 eren actives i 66 eren inactives. De les 210 persones actives 194 estaven ocupades (106 homes i 88 dones) i 16 estaven aturades (8 homes i 8 dones). De les 66 persones inactives 26 estaven jubilades, 20 estaven estudiant i 20 estaven classificades com a «altres inactius».

### Ingressos
El 2009 a Monnières hi havia 166 unitats fiscals que integraven 443 persones, la mediana anual d'ingressos fiscals per persona era de 20.449 €.

### Activitats econòmiques
Dels 15 establiments que hi havia el 2007, 1 era d'una empresa extractiva, 1 d'una empresa de fabricació d'altres productes industrials, 1 d'una empresa de construcció, 5 d'empreses de comerç i reparació d'automòbils, 1 d'una empresa de transport, 1 d'una empresa immobiliària, 1 d'una empresa de serveis i 4 d'empreses classificades com a «altres activitats de serveis».
Dels 3 establiments de servei als particulars que hi havia el 2009, 2 eren funeràries i 1 lampisteria.
L'any 2000 a Monnières hi havia 3 explotacions agrícoles.

## Equipaments sanitaris i escolars
El 2009 hi havia una escola elemental.

## Poblacions més properes
El següent diagrama mostra les poblacions més properes.